# Les Kidnappeurs
Pour plus de détails, voir Fiche technique et Distribution.
Les Kidnappeurs est un  film français de Graham Guit sorti le 25 novembre 1998.

## Synopsis
Ulysse, voyou sans envergure, fait équipe avec une bande de malfrats loufoques pour réussir le casse « le plus facile du siècle » : avec « Zéro », dépressif fou du volant, sa sœur Claire, as des systèmes de sécurité et grande dépensière, et Armand, amoureux de Claire et perceur de coffres. Mais ces quatre-là n'auraient jamais dû s'associer, et encore moins se faire confiance.

## Fiche technique
- Réalisateur : Graham Guit
- Scénario : Graham Guit et Éric Névé
- Photographie : Dominique Chapuis
- Monteuse : Marie-Blanche Colonna
- Son : Marc-Antoine Beldent -Christian Fontaine - Emmanuel Augeard
- Décorateurs : Didier Naert - Bertrand Clerq-Roques
- Musique : Marc Collin -
- Sociétés de production : Canal+ - Sofica Gimages - Les Productions du champ de Poiriers - La Chauve-Souris - M6 Films - Sofica Sofinergie 4 - Studio Images 5
- Société de distribution : Warner Bros.
- Durée : 100 min
- Sortie : 25 novembre 1998
- Pays : France

## Distribution
- Melvil Poupaud : Armand Carpentier
- Élodie Bouchez : Claire
- Romain Duris : Zéro
- Isaac Sharry : Ulysse
- Élie Kakou : Freddy Messina
- Hélène Fillières : Nuage
- Patrick Lizana : Fyvus Finkel
- Sacha Bourdo : l'otage
- Richard Chevallier : Jo Messina

## Production
Le lieu de tournage se déroule sur la Côte-d'Azur.

## Box-office
Avec 56 540 entrées, le film fut un échec commercial à sa sortie en salle.